# Malpica de Bergantiños
Pour les articles homonymes, voir Bergantiños (homonymie).
Malpica de Bergantiños ou simplement Malpica est une municipalité de la province de La Corogne située dans le nord ouest de l'Espagne, faisant partie de la communauté autonome de Galice.

## Géographie

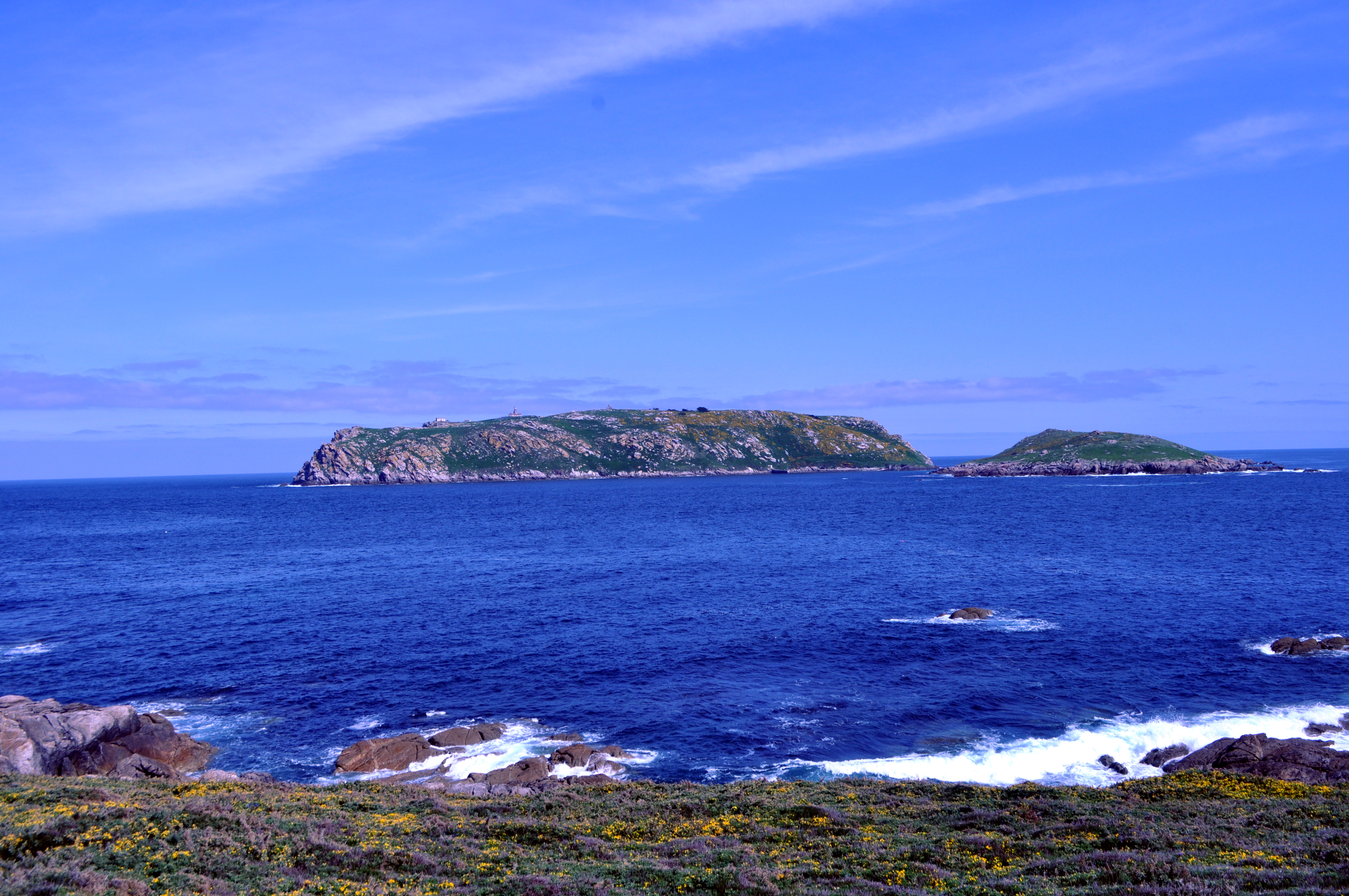
Îles Sisargas

## Lieux et monuments
- Phare des îles Sisargas
- Pedra da Arca